# Saints bâtisseurs
Les saints bâtisseurs ou saints cantonniers est le nom donné aux hommes pieux qui ont assuré, avec l'appui des autorités civiles et religieuses de l'époque, l'entretien et le développement des routes de pèlerinage dont les chemins de Compostelle.
Entre le clergé séculier, transformé par la réforme grégorienne, et le clergé régulier, où l'ordre bénédictin est majoritaire, la spiritualité du XIe siècle développe une forme particulière d'ascèse.
Fuyant le monde pour les grandes forêts, qui constituent encore l'essentiel du paysage médiéval, les ermites cherchent à gagner leur salut par des macérations, des jeûnes prolongés et des prières. Parmi eux, à l'exemple de Julien l'Hospitalier, quelques hommes se consacrent à l'amélioration des routes, des ponts et des cols ou aux soins des pauvres voyageurs et des pèlerins malades, car selon eux, l'amour de Dieu passe par celui de leur prochain.
En Espagne, le développement du pèlerinage à Saint-Jacques-de-Compostelle entraîne la construction d'un certain nombre d'ouvrages d'art — ponts, chemins, hôpitaux — durant les XIe et XIIe siècles. Ces travaux, entrepris sous la responsabilité des suzerains des royaumes de Navarre, de Castille et de León, résultent souvent d'initiatives de pieux laïcs ou de clercs, les « saints cantonniers » comme santo Domingo de la Calzada et san Juan de Ortega.
L'itinéraire actuel de Nájera à Burgos passant par Santo Domingo de la Calzada a été tracé au XIIe siècle par la volonté de Sanche III de Navarre (1000-1035), puis de son petit-fils Alphonse VI le Vaillant (v. 1042-roi de León 1065 et de Castille 1072-1109.) Durant le XIe siècle, la Reconquista repousse la frontière avec l'Espagne musulmane de la vallée du Duero à celle du Tajo.

## Santo Domingo de la Calzada

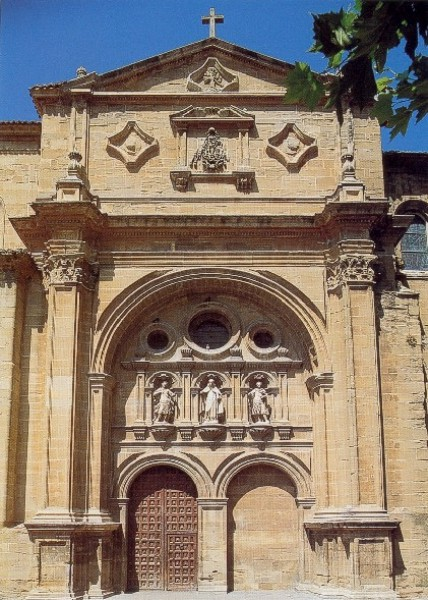
Santo Domingo de la Calzada, l’église.

Traditionnellement, la création de cet itinéraire est portée au crédit du « saint cantonnier », saint Dominique de la Chaussée. Né en 1019 (ou 1020) à Viloria de Rioja, non loin de Belorado, Domingo Garcia, plus tard surnommé Domingo de la Calzada, entre jeune dans le monastère bénédictin de Valvanera (es), puis est admis dans celui de San Millán de la Cogolla. Cette vie en communauté ne le satisfait pas puisqu'il décide, en 1034, de quitter le confort relatif du monastère pour mener une vie d'ermite. Il s'installe à quelques kilomètres de son village natal, dans les ruines d'une ancienne résidence des rois de Nájera, sur les bords du rio Oja, non loin d'un chemin utilisé dès cette époque par les pèlerins en route pour Compostelle. Le Rio Oja, « qui jamais ne se mouille », a donné son nom à la région de Rioja.
Dominique est certainement sensibilisé par leurs difficultés à traverser à gué le rio Oja au débit capricieux : champ de cailloux à la saison sèche, il peut devenir tumultueux à d'autres moments. En 1039, alors âgé de vingt ans, Dominique rencontre, à Logroño, saint Grégoire, évêque d'Ostie, qui prêche dans la région et le convainc de quitter son ermitage pour donner un but à sa vie : l'amélioration du chemin. Ensemble, ils construisent un premier pont en bois sur le rio Oja en 1044.
Une petite agglomération se crée à proximité du pont en bois ; une modeste église est construite. Des disciples se groupent peu à peu autour de lui, mais il se heurte parfois à l'hostilité des paysans des environs. Ainsi, alors qu'il a besoin de bois pour l'édification d'un hôpital pour pèlerins, les habitants du village voisin de Ayuela n'acceptent de lui donner que ce qu'il pourra couper avec sa serpe. Selon la légende, à chaque coup de serpe, le futur saint réussit à abattre un arbre.
Dans la deuxième moitié du XIe siècle, le pont attire les pèlerins sur cet itinéraire plus court. Comme le royaume de Castille annexe la Rioja en 1076, le pèlerinage se développe. La nouvelle cathédrale dédiée à Saint-Jacques est construite à partir de 1074. Vers 1080, Dominique rebâtit le pont en pierres et trace les routes qui y accèdent. Il fonde le premier établissement en Europe destiné à recevoir les personnes âgées : il deviendra le saint patron des médecins gériatres.
À partir de 1090, ses travaux sont encouragés par Alphonse VI le Vaillant qui souhaite renforcer le contrôle de la Rioja Alta face à la Navarre. Dès lors, Dominique s'occupe de l'ensemble des travaux des ponts et chaussées entre Logroño, où il reconstruit le pont sur l'Ebre avec l'aide de son disciple Juan de Ortega, et Burgos. Il meurt le 12 mai 1109, à l'âge de 90 ans - d'où son nom de Santo Abuelo (le saint grand-père) et demande à être enterré sous le chemin. Le considérant très vite comme saint, la localité qu'il a fondée prend son nom, et construit sur sa tombe un mausolée, ce qui explique que, depuis, la route contourne son tombeau.
Une somptueuse cathédrale s'élève maintenant au milieu de l'agglomération fondée par Dominique dont l'action fut poursuivie au XIIe siècle par son disciple Juan de Ortega (« Jean des Orties »).
Dans son Guide du Pèlerin, Aimery Picaud assure « qu’il construisit lui-même le tronçon de chaussée entre Nàjera et Redecilla del Camino. »

## San Juan de Ortega
Juan de Velázquez, qui devint plus tard San Juan de Ortega (« Saint Jean des Orties ») naquit, vers 1080, à Quintanaortuño, petite localité proche de Burgos. 
Rencontrant Dominique, il devient son disciple et travaille aux ponts de Logroño et de Nàjera. À la mort de son maître et du roi Alphonse VI le Vaillant, en 1109, les conflits entre Castillans et Aragonais empêchant les travaux dans la Rioja, Juan part en pèlerinage à Jérusalem. Durant le voyage du retour, son vaisseau est pris dans une violente tempête, et il promet à saint Nicolas de lui dédier une chapelle si le bateau échappe au naufrage.
Revenu sain et sauf en Castille, il se réfugie dans un ermitage des monts de Oca, infesté de brigand et plein d'orties, (ortega, du latin urtica), où il construit la chapelle promise, puis se remet au travail, édifiant routes et ponts, et fondant une communauté de chanoines réguliers augustiniens avec ses disciples et des membres de sa famille. Les pèlerins y trouvaient gîte et nourriture. 
En 1138, le pape Innocent II (1130-1143) prit le prieuré sous sa protection et les rois Alphonse VII de Castille et Sanche III lui cédèrent des terres.
On lui attribue la construction ou la reconstruction, des ponts de Logroño, Nàjera et Santo Domingo de la Calzada, ainsi que la construction d'une route et d'un pont entre Agés et Atapuerca.
Il meurt le 2 juin 1163 à Nájera ; il est enterré dans l'église Saint-Nicolas qu'il avait fondée et qui, très vite, lui est dédiée. De nombreux miracles y auraient eu lieu, et son cilice serait réputé guérir la stérilité féminine, lui-même étant né de parents très âgés.
En 1479 les prières d'Isabelle la Catholique, venue en pèlerinage au monastère de San Juan de Ortega, ayant été entendues, elle fit reconstruire la nef de l'église et la chapelle Saint Nicolas, avec l'aide financière probable de l'évêque d'Almeria, qui portait le prénom de Juan de Ortega.

## San Lesmes
À Burgos, une communauté de moines bénédictins fonde, vers 1074, un hôpital pour accueillir et soigner les pèlerins. La protection du roi Alphonse VI de Castille le Brave et de la reine Constance de Bourgogne permet à l'établissement de se développer. 

Alleaume ou Aleaume, originaire de Loudun, moine de l'abbaye de La Chaise-Dieu, était venu en Espagne vers 1075, à l'initiative de Constance de Bourgogne.  

Il alla à Compostelle et, au retour, resta à l'hôpital pour s'occuper des pèlerins qu'il servait à table et dont il lavait les pieds. Il allait à leur rencontre et portait les plus faibles sur ses épaules. 

Selon la légende, lorsqu'il mourut, l'hôpital sembla être la proie d'un gigantesque incendie. La population de Burgos accourut pour l'éteindre mais il n'y avait pas de flammes et cela fut interprété comme un miracle. Les cloches se mirent à sonner toutes seules. Le saint fut enterré, avec les autres pèlerins qui mouraient à l'hôpital, dans le champ voisin où fut érigée une petite chapelle.

Après sa mort, il fut canonisé sous le nom de saint Lesmes, en espagnol San Lesmes, et devient ainsi le patron de la ville de Burgos.

En 1968, les restes complets de saint Lesme ont été retrouvés. Le tombeau a alors été replacé dans le chœur en présence de pèlerins de Loudun.

## L'ermite de Gaucelmo
Tout près de la cime du mont Irago, au pied du col de Foncebadón, où s'élève la croix de Ferro (1 504 mètres), Gaucelmo obtient d'Alphonse VI le Vaillant l'autorisation de fonder l'hôpital de Foncebadón en 1103. Jusqu'à sa mort, en 1123, il améliore, avec l'aide de ses compagnons, le chemin, depuis Rabanal del Camino, ouvrant ainsi un tronçon du Camino entre Astorga et Ponferrada, à travers les montagnes de Leòn. Le chapitre d'Astorga aida à la construction du monastère.

## Pedro el Peregrino
En Galice, Pierre le Pèlerin, pèlerin français, reconstruit, aux alentours de 1120, le pont sur le rio Miño, à proximité de Portomarín, et bâtit un hôpital en 1126 pour les pèlerins (la Domus Dei) près d'un couvent de l'ordre de Saint-Jean, ainsi que l'église Santa Maria de las Nieves.

Le 15 octobre 1126 Alphonse VII le bon (1105-1126-1157) concède à Pierre le Pèlerin un privilège, en reconnaissance des services rendus.

## La spiritualité de l'action
Ainsi, un certain nombre de clercs et de pieux laïcs contribuent, à la fin du XIe siècle et au début du XIIe, au développement d'une spiritualité de l'action.
Dans le désir de vivre suivant le modèle de l'Église primitive, ils s'ouvrent aux autres, développant l'assistance et la prédication. Robert d'Arbrissel, Bernard de Tiron, Étienne de Muret, Norbert, Bruno et Bernard, etc. modèlent la spiritualité du XIIe siècle. 
Aimery Picaud indique, dans son Guide du Pèlerin, Chapitre VIII, les « Corps saints qui reposent sur la route de Saint-Jacques » et que les Pèlerins doivent visiter, ce sont ceux de l'apôtre Jacques, à Compostelle, des saints Facondo et Primitivo, à Sahagún, de saint Isidore, à Leòn, et de saint Dominique à Santo Domingo de la Calzada, plaçant sur le même plan l'apôtre, les martyrs, le docteur de l'Église et le cantonnier.
« [...], il faut visiter en Espagne le corps du bienheureux Dominique, confesseur, qui construisit la chaussée entre Najera et Recedilla, là où il repose. »

## Sources
- Revue de l'art chrétien - Page 90 - J.Corblet - Gallica
- Nouvelle encyclopédie théologique - abbé Migne - 1852 - Gallica